# DEME
Die DEME NV (vollständiger Name: Dredging, Environmental and Marine Engineering NV) ist eine belgische Unternehmensgruppe, die weltweit in der Nassbaggerei, in der Landgewinnung, im Offshore-, Wasser- und Küstenbau sowie in anderen Bereichen der Meerestechnik tätig ist.
Die DEME-Gruppe hat ihren Sitz in flämischen Ort Zwijndrecht in der Provinz Antwerpen.

## Aktionärsstruktur
(Stand: 3. September 2019)
- Ackermans & van Haaren – 60,82 %
- Vinci – 12,11 %
- Streubesitz – 27,07 %

## Geschichte
DEME entstand im Jahr 1991 im Zuge einer weltweiten Konzentration in der Baggerindustrie durch Zusammenschluss der beiden belgischen Wettbewerber Baggerwerken Decloedt & Zoon (gegründet 1875) und Dredging International. Letztere war wiederum 1974 durch Fusion der Wasserbau-Sparten von Ackermans & van Haaren (gegründet 1852) und Société Générale de Dragage (gegründet 1930) entstanden.
Von dem gemeinsam mit dem Bauunternehmen Hochtief im Juni 2011 gegründeten Joint-Venture HGO InfraSea Solutions übernahm GeoSea 2015 die Anteile von Hochtief, das sich damit aus dem Offshore-Bereich zurückzog.
Im Dezember 2020 wurden Bestrebungen von DEME bekannt, sich Zugriff auf Rohstoffe der Tiefsee, für die Entwicklungsländer Lizenzen haben, zu verschaffen, wobei noch keine globalen Umweltregeln für den Tiefseebergbau bestehen.

## Flotte und Ausstattung
Das Unternehmen betreibt als Reederei eine Flotte von etwa 80 Baggerschiffen und Schwimmbaggern, etlichen Hub- und Errichterschiffen, Kabelleger sowie etwa 200 weiteren Arbeits- und Hilfsschiffen.
Beispielbilder:

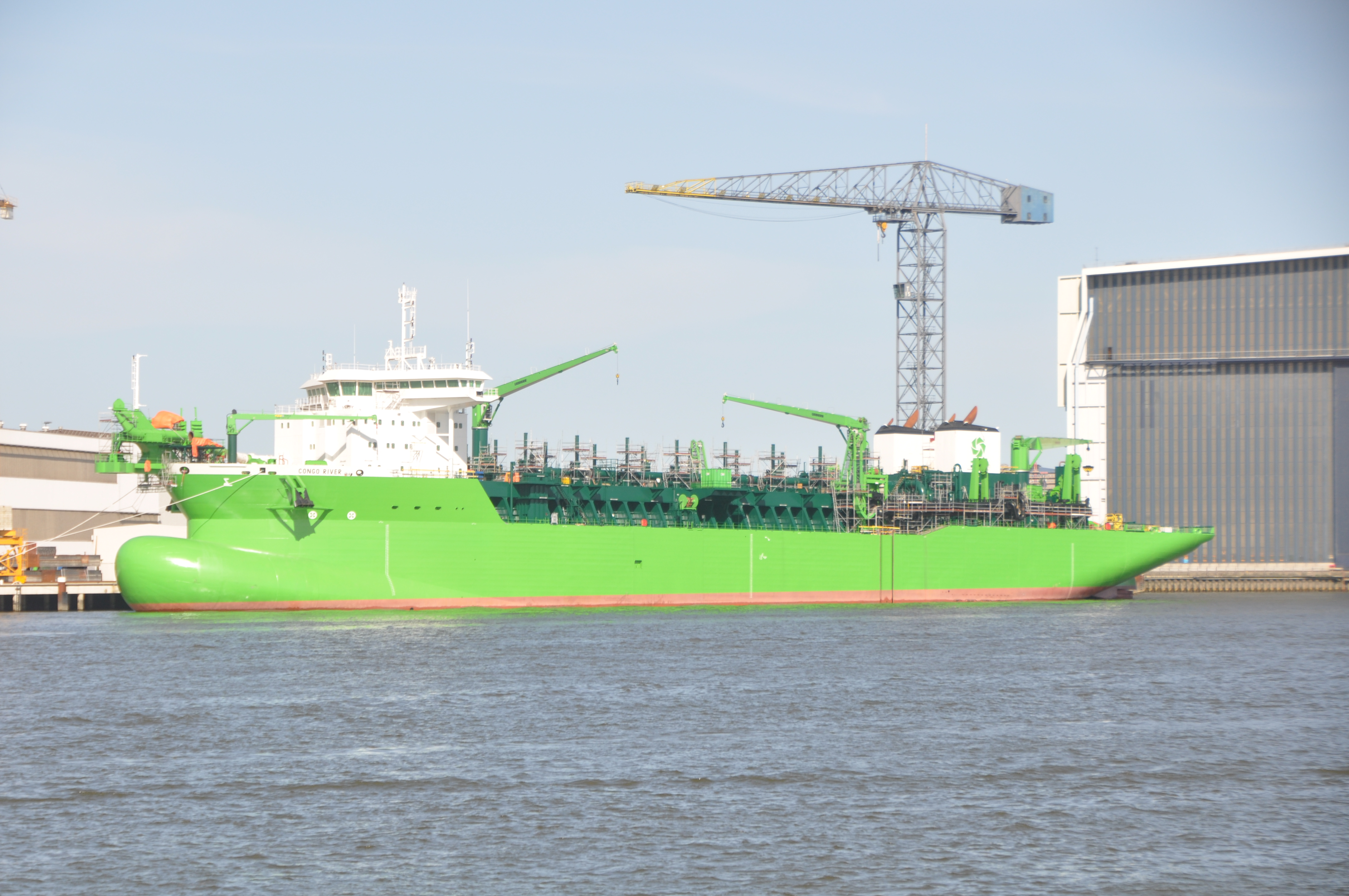
Hopperbagger Congo River
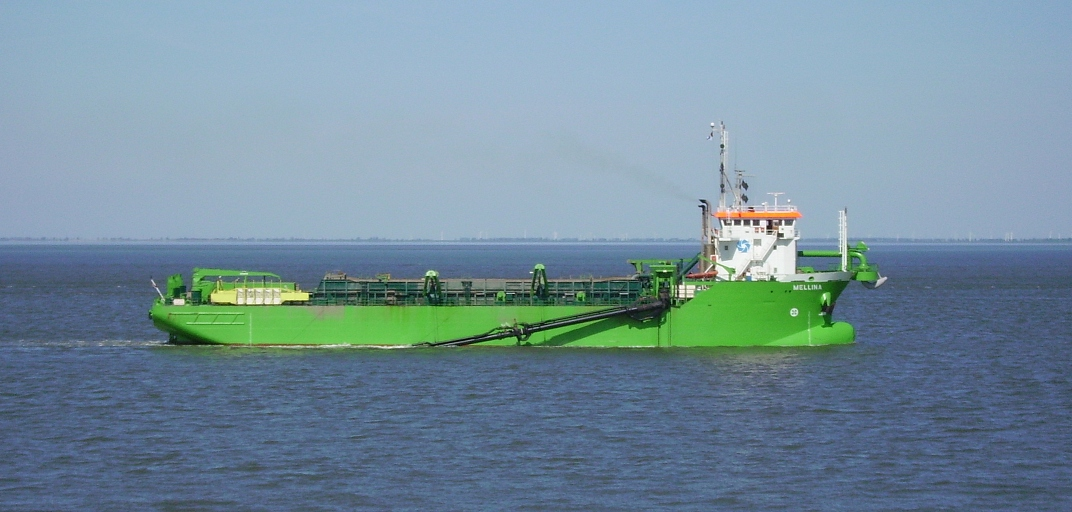
Baggerschiff Mellina
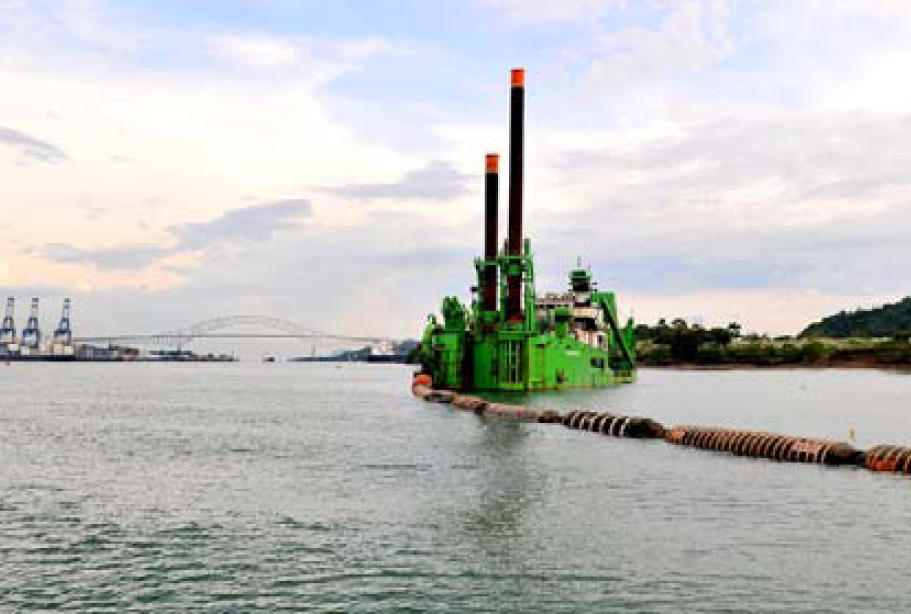
Hopper-Saugbagger Breydel bei Arbeiten im Panamakanal
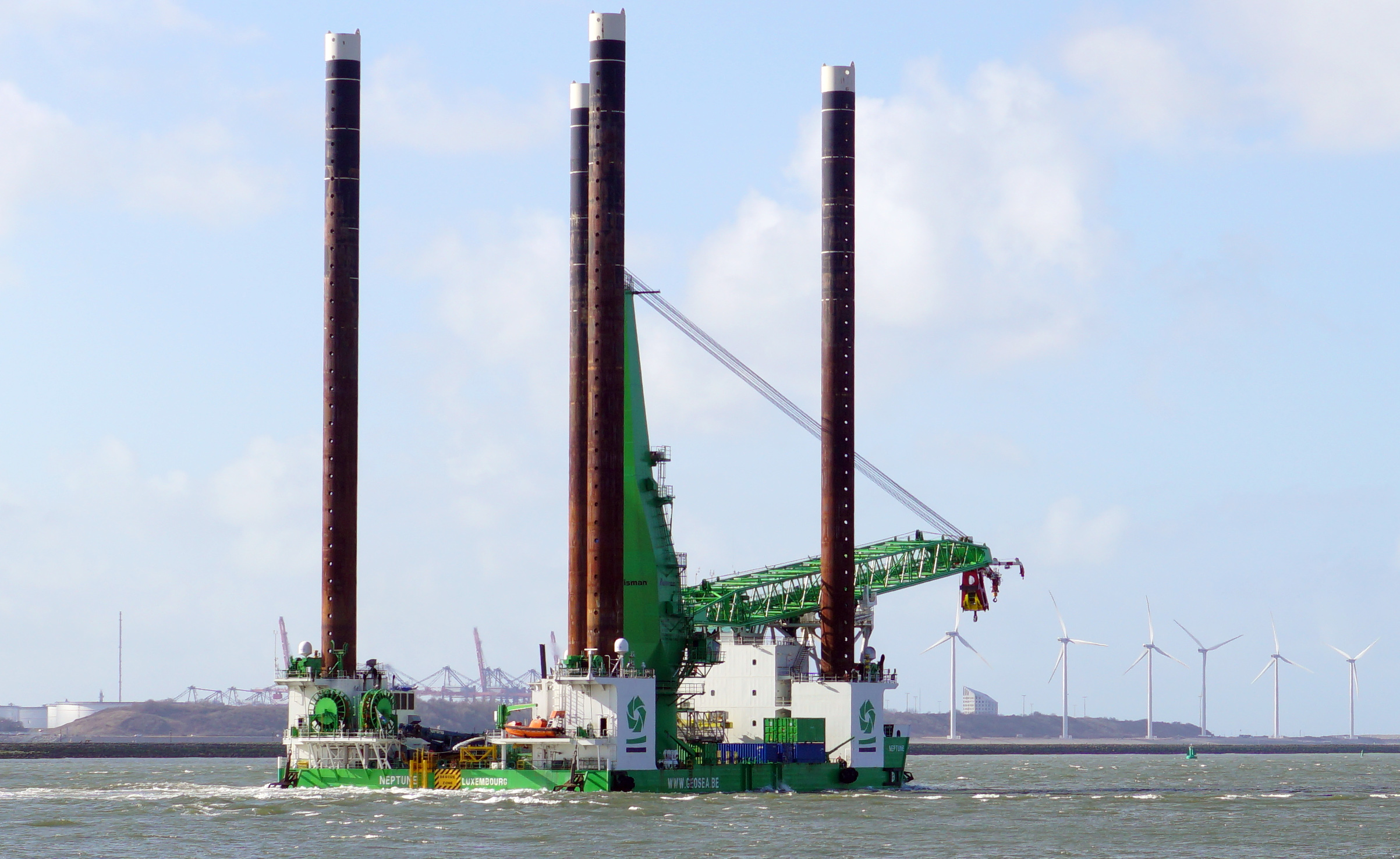
Hubschiff Neptune des DEME-Tochterunternehmens GeoSea
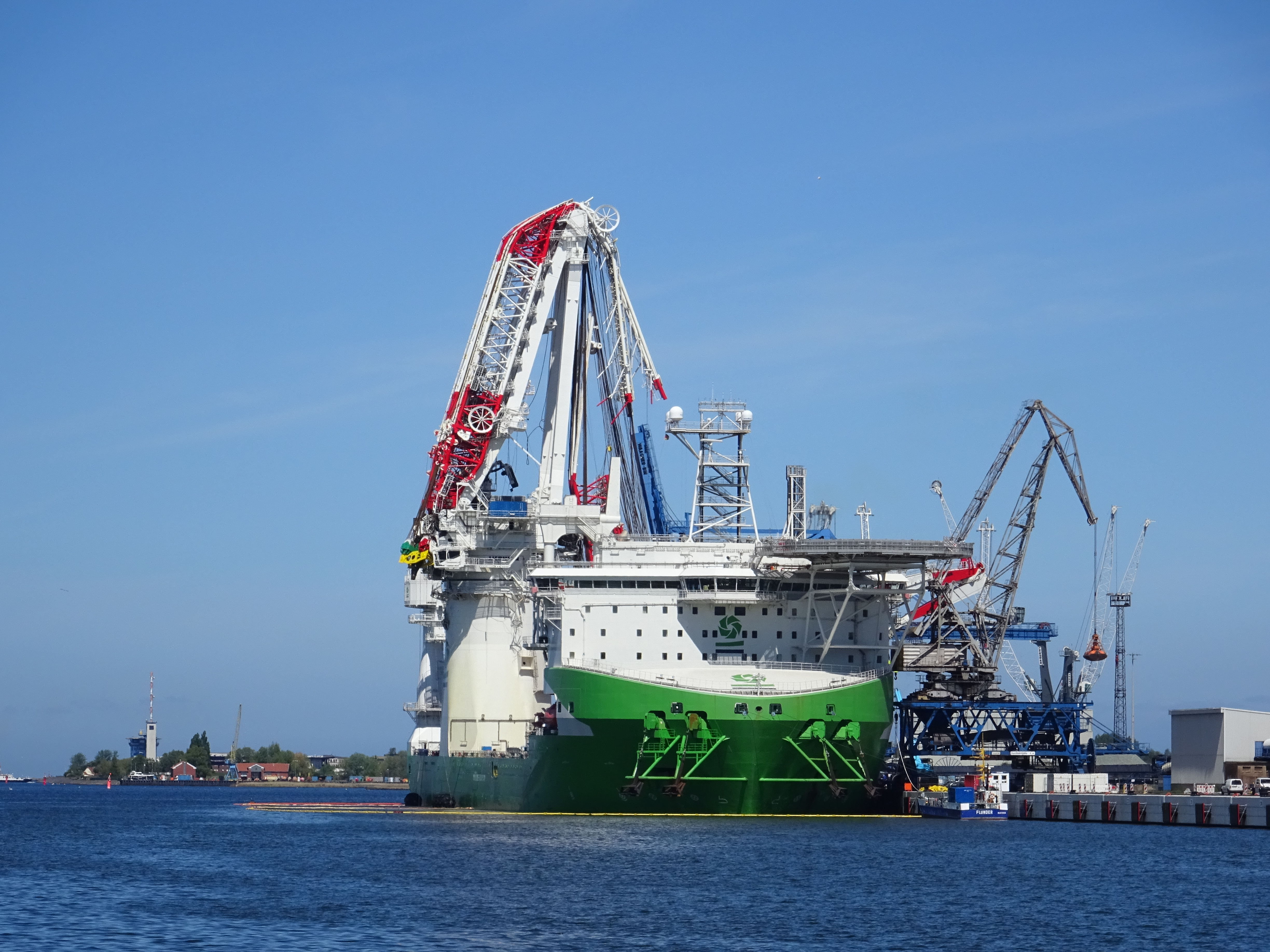
Errichterschiff Orion

## Unternehmensstruktur
Zu den zahlreichen Tochterunternehmen der DEME-Gruppe gehören unter anderem:
- Dredging International: Baggerei und Wasserbau
- Baggerwerken Decloedt & Zoon: Baggerei und Wasserbau
- Tideway Offshore Contractors: Verlegung von Seekabeln und -pipelines
- DEME Environmental Contractors (DEC): Umwelttechnik
- GeoSea: Offshore-Bau, insbesondere Offshore-Windparks
- Scaldis: Schwerlast-Arbeiten
- DEME Blue Energy (DBE): Meeresenergie, insbesondere Gezeitenkraftwerke